# Poulson
Poulson è il nome in codice di un'evoluzione del processore Intel Itanium 2 MP (dedicato ai sistemi multiprocessore), inizialmente previsto per il 2010 ma poi arrivato sul mercato solo l'8 novembre 2012, come successore del core Tukwila che invece arrivò alla fine del 2008.

## Caratteristiche tecniche
Si trattava di un processore multi core a 8 core, costruito a 32 nm e basato su un'architettura completamente nuova rispetto a quella dei suoi predecessori (che era rimasta sostanzialmente la stessa dal lancio del primo Itanium 2), chiamata da Intel New Ultra Parallel Micro-Architecture, e che introdusse anche nuove istruzioni dedicate al miglioramento delle prestazioni nell'ambito della virtualizzazione.

L'utilizzo del processo produttivo a 32 nm, annunciato da Intel già nel corso del 2008, stupì la stampa in quanto storicamente i chip della serie Itanium 2 avevano sempre usato un processo produttivo più conservativo rispetto ai corrispondenti chip x86 destinati agli altri settori di mercato. Lo scopo di tale approccio era infatti sempre stato quello di utilizzare, per questi prodotti che necessitano di una stabilità totale, un processo produttivo ben collaudato, a costo di avere costi realizzativi maggiori. Nel rispetto di questa filosofia infatti, il predecessore di Poulson, Tukwila, utilizzava processo produttivo a 65 nm e quindi ci si aspettava che Poulson potesse utilizzare il successivo processo a 45 nm già introdotto da Intel alla fine del 2007 in altri settori di mercato.
Intel ha invece poi confermato l'intenzione (effettivamente realizzata) di saltare completamente il processo a 45 nm per i processori Itanium 2, e passare ai 32 nm con il core Poulson, avendo valutato le buone rese produttive del nuovo processo e la stabilità operativa di questi prodotti anche nella linea IA-64.
Poulson aveva una cache L1 di 512 KB e una L2 di 6 MB per ogni core, a cui si aggiunge una L3 di ben 32 MB condivisa tra tutti i core.
In occasione dell'evento ISSCC del 2011, Intel presentò un documento dal titolo "A 32nm 3.1 Billion Transistor 12-Wide-Issue Itanium Processor for Mission Critical Servers " in cui illustrava alcuni dettagli in merito a questa CPU che portava il numero totale di transistor a circa 3,1 miliardi.
Successive informazioni confermarono la presenza di miglioramenti nel multi-threading e nella resilienza delle istruzioni (Intel Instruction Replay RAS).

## Modelli arrivati sul mercato
Intel ha presentato 4 modelli basati sull'architettura Poulson::
| Nome del modello  | Clock    | Cache |
| ----------------- | -------- | ----- |
| Itanium 2 MP 9520 | 1,73 GHz | 20MB  |
| Itanium 2 MP 9540 | 2,13 GHz | 24MB  |
| Itanium 2 MP 9550 | 2,40 GHz | 32MB  |
| Itanium 2 MP 9560 | 2,53 GHz | 32MB  |

## Il successore
Il successore di Poulson è arrivato nel 2017 con il nome di Kittson. Si tratta in realtà di una CPU con poche innovazioni rispetto a Poulson, conservando lo stesso processo produttivo (anche se inizialmente l'intenzione era quella di passare al processo a 22 nm). Quasi certamente le poche innovazioni sono dovute al fatto che Intel ha cessato con tale core l'evoluzione della famiglia Itanium a causa del mercato sempre più scarso, e quindi non erano più giustificati investimenti particolarmente onerosi.